# Albi di Dylan Dog (1997)
Albi del fumetto Dylan Dog pubblicati nel 1997.
| Nr. | Titolo                    | Mese di pubblicazione | Soggetto            | Sceneggiatura       | Disegni              | Copertina    |
| --- | ------------------------- | --------------------- | ------------------- | ------------------- | -------------------- | ------------ |
| 124 | Il Picco della Strega     | gennaio               | Claudio Chiaverotti | Claudio Chiaverotti | Giovanni Freghieri   | Angelo Stano |
| 125 | Tre per zero              | febbraio              | Tiziano Sclavi      | Tiziano Sclavi      | Bruno Brindisi       | Angelo Stano |
| 126 | La Morte Rossa            | marzo                 | Gianfranco Manfredi | Gianfranco Manfredi | Corrado Roi          | Angelo Stano |
| 127 | Il cuore di Johnny        | aprile                | Mauro Marcheselli   | Tiziano Sclavi      | Giampiero Casertano  | Angelo Stano |
| 128 | Il richiamo della foresta | maggio                | Pasquale Ruju       | Pasquale Ruju       | Luigi Piccatto       | Angelo Stano |
| 129 | Il ritorno di Killex      | giugno                | Tiziano Sclavi      | Tiziano Sclavi      | Corrado Roi          | Angelo Stano |
| 130 | Il negromante             | luglio                | Pasquale Ruju       | Pasquale Ruju       | Montanari & Grassani | Angelo Stano |
| 131 | Quando cadono le stelle   | agosto                | Tiziano Sclavi      | Tiziano Sclavi      | Bruno Brindisi       | Angelo Stano |
| 132 | L'uomo che vende il tempo | settembre             | Claudio Chiaverotti | Claudio Chiaverotti | Ugolino Cossu        | Angelo Stano |
| 133 | Ananga!                   | ottobre               | Tiziano Sclavi      | Tiziano Sclavi      | Giovanni Freghieri   | Angelo Stano |
| 134 | L'urlo del giaguaro       | novembre              | Tiziano Sclavi      | Tiziano Sclavi      | Giovanni Freghieri   | Angelo Stano |
| 135 | Scanner                   | dicembre              | Pasquale Ruju       | Pasquale Ruju       | Corrado Roi          | Angelo Stano |

## Il Picco della Strega
Quattro ragazze decidono di recarsi a Darkness, in Cornovaglia, per effettuare un'escursione sul monte Witch Peak, famoso per essere considerato luogo maledetto. Solo una di esse, Karen Shadwell, fa ritorno dall'escursione, in evidente stato di shock. Dylan Dog indagherà per scoprire cosa nasconde realmente il famigerato Picco della Strega.
- L'episodio è ispirato al film Picnic a Hanging Rock, del regista Peter Weir.

## Tre per zero
Il professor Knock (ispirato ad Albert Einstein) è uno scienziato deciso a dimostrare che il prodotto della moltiplicazione "3 x 0" sia tre, anziché zero, partendo dal concetto secondo cui se si possiedono tre mele che si moltiplicano per zero le mele rimangono tre.
La mancata vendita di un frigorifero crea una serie di reazioni a catena con un effetto valanga che porta ad una disastrosa crisi economica. Nel frattempo Dylan indaga a Bellybutton, un paese dove le persone hanno smesso di morire.
- La crisi economica causata dalla mancata vendita di un frigorifero è una citazione del libro "Effetto valanga" dello statunitense Mack Reynolds, scrittore di fantascienza.

## La Morte Rossa
Dylan Dog si reca a Venezia, per indagare su un quadro del pittore del '500 Jacopo da Verona. Il quadro raffigura la Morte Rossa, ossia la peste e chiunque ne venga a contatto, muore proprio a causa della terribile infezione. Dylan, con l'aiuto del commissario Corradi, darà così la caccia ad un killer invisibile tra le calli e i canali di Venezia.
- Il titolo è un riferimento al racconto "La maschera della morte rossa" di E.A. Poe, in cui la morte rossa è appunto un'epidemia di peste.

## Il cuore di Johnny
I genitori di Johnny "Freak" vengono uccisi mentre il fratellastro Dougal scompare misteriosamente. Inoltre viene uccisa anche Dora, ex fidanzata di Dougal e infermiera che aveva in cura Johnny quando era ancora ricoverato in ospedale. Dylan Dog non può credere che dietro tutto questo ci sia la vendetta dello spirito del suo caro amico, morto tanto tempo prima.
- Si tratta del seguito dell'albo numero 81 Johnny Freak del 1993.

## Il richiamo della foresta
Edward Hobbes, a capo della multinazionale GPU, è un miliardario senza scrupoli che sta costruendo un grattacielo, la Torre Azzurra, usando come manodopera a costo zero degli operai stranieri. Simon Wells, architetto agli ordini di Hobbes, assiste alla morte di uno degli operai, un ragazzo africano di nome Dambaka, che gli rivela il suo passato: è dovuto fuggire perché il suo Paese, il Wanga, era devastato da una guerra civile. A scoprire il mistero che si cela dietro la morte dell'operaio e di vari membri della GPU impegnati alla costruzione del grattacielo ci penserà una vecchia conoscenza dell'Indagatore dell'Incubo, qualcuno che conosce molto bene ciò che succede ai neri di Londra: Jamais Nonplus.

## Il ritorno di Killex
Christopher Killex è un geniale assassino scomparso tempo fa in seguito ad uno scontro con Dylan Dog. La sua missione era quella di trovare una prova concreta della presenza dell'anima. Quando viene rinvenuta una fossa comune contenente cadaveri squartati, la mente di Dylan ritorna subito al passato. Quando poi un bambino gli porterà un messaggio da parte di Killex, Dylan in un primo momento penserà che il corpo del bambino sia posseduto dall'assassino.
- Si tratta del seguito dell'albo numero 80 Il cervello di Killex del 1993.

## Il negromante
Alexius Armanagh è un negromante in cerca della soluzione per sconfiggere la morte, per fare questo si nutre della creatività delle persone. Cinque giovani artisti cadono nella sua trappola e, quaranta anni dopo, il negromante ritorna per concludere la sua opera.

## Quando cadono le stelle
Whitley Davies, una vecchia conoscenza di Dylan Dog, torna ad essere ossessionato dagli extraterrestri. Un contadino con la sua mucca rimangono coinvolti in UFO crash, Dylan dovrà così vedersela con l'esercito, in particolare col Generale Scott, per risolvere il mistero.
- Questo è il secondo albo della "trilogia ufologica", iniziata con l'albo Terrore dall'infinito e chiusa con Lassù qualcuno ci chiama.
- L'albo contiene due pagine in più rispetto alle canoniche 98 e presenta in penultima pagina un particolare a colori.
- Le mucche che appaiono sono una citazione di Atom Heart Mother dei Pink Floyd

## L'uomo che vende il tempo
Mastro Hora è un orologiaio molto particolare, è infatti in grado di vendere il tempo. Il prezzo da pagare è ovviamente molto alto, ne sa qualcosa Dylan Dog, costretto ad una folle corsa per poter riuscire a risolvere il caso.

## Ananga!
Juma Sombraluz, acrobata circense, è convinta di essere posseduta dallo spirito del Dio Giaguaro, accusandosi di alcuni orribili omicidi. Dylan Dog cercherà di scoprire la verità, in un intreccio che coinvolgerà anche Martyn Mystère e Jerry Drake, alias Mister No. 
- Si tratta della quarta storia non autoconclusiva, ma suddivisa in due parti.

## L'urlo del giaguaro
Seconda e ultima parte in cui Dylan Dog dipanerà il mistero di Ananga, ossia lo spirito del Dio Giaguaro che sta continuando a seminare il panico a Londra. La bella Juma è realmente posseduta dallo spirito?
- Si tratta della quarta storia non autoconclusiva, ma suddivisa in due parti.

## Scanner
Il dottor Dagherov è a capo dell'esperimento Little Death, ossia l'utilizzo di bambini con immensi poteri ESP a scopo militare. Pearl Dee è l'unica sopravvissuta e riesce a fuggire da Castletown, sede degli esperimenti. La ragazzina sarà così braccata dai militari che cercheranno di ucciderla, mentre Dylan Dog cercherà di salvarla.
- Questo albo ha un seguito, il numero 170 La Piccola Morte
- L'albo è di fatto ispirato all'omonimo film di David Cronenberg.